# غلين كلارك
غلين كلارك هو لاعب اللاكروس كندي، ولد في 1 ديسمبر 1969 في بيكرينغ في كندا.